# 邵以仁
邵以仁（1549年—？），字純甫，號心榖，貴州普安衛軍籍，應元府上元縣人，明朝政治人物。

## 生平
萬曆元年（1573年）癸酉科貴州鄉試第二十二名，萬曆八年（1580年）庚辰科會試第二百六十九名，登三甲第九十名進士。吏部觀政，本年授臨桂知县，十三年充本省乡试同考官，十四年行取，丁憂歸。十七年十月考选，授广东道御史，十九年巡视光禄寺，本年八月升山东佥事，二十二年升管河左参议，二十三年十一月官雲南副使、騰冲兵备。

## 家族
曾祖邵昇，贈文林郎知縣；祖父邵言，贈知府；父邵元高，曾任府同知。母唐氏。具庆下。兄邵以道（同科举人、贡士）。弟以岱、以謙、以恂、以岳、以默、以讓、以崧。